# Queso Santarém
El queso Santarém es un queso de cabra de Portugal producido en varias regiones, sobre todo en el distrito de Santarém y en Serra de Santo António en la provincia portuguesa de Ribatejo.
Se considera que tiene mejor sabor una vez envejecido, después de madurar. Se suele servir en raciones entre 50 gramos a 100 gramos. Los de mejor calidad son preservados en aceite comestible de buena calidad.